# 李土杰
李土杰，湖北安陆人，是一名清朝政治人物。进士出身。
李土杰曾于1740年接替翁藻任苏松道道员一职，由翁藻接任。